# Randa Bessiso
Randa Bessiso (Kuwait, 1970) es una empresaria libanesa de origen palestino, directora fundadora del Centro de Oriente Medio de la Universidad de Manchester.

## Trayectoria
Bessiso comenzó a trabajar en educación empresarial como vicepresidenta de Capacitación y consultoría en PROJACS International.  Después trabajó con la iniciativa eUniversities del Reino Unido. En 2006, fundó el Centro de Oriente Medio de la Universidad de Manchester en Dubai, del que se convirtió en directora.  Este centro forma parte del programa Manchester Global part-time MBA de dos años, que en 2019 había formado a más de 2500 estudiantes. Este centro es el mayor y el de más rápido crecimiento de los seis centros del programa Manchester Global MBA, y representa a más de la mitad de los estudiantes del programa en todo el mundo.
En 2019, la Universidad de Manchester fue nombrada Mejor Programa por los premios Forbes Middle East Higher Education.
Bessiso también es presidenta del Grupo de Educación Superior del Consejo Empresarial EAU-Reino Unido.

## Reconocimientos
Bessiso ha sido reconocida como una de las 100 mujeres árabes más poderosas de Forbes Oriente Medio cada año desde 2014 hasta 2018.
En 2019, Arabian Business la nombró una de las 30 mujeres más influyentes del mundo árabe y recibió el premio Achieving Women in Education 2019 de Entrepreneur Middle East.